# Monochroma
Monochroma är ett plattformsspel utvecklat av den turkiska spelstudion Nowhere Studios. Det är studions första utgivning. Spelet släpptes den 28 maj 2014 till Steam Play.

## Finansiering
Nowhere Studios valde att använda Kickstarter för att se om det finns tillräckligt med intresse för pussel-plattformsspel, och målet var att få ihop 80 000$ genom donationer. Till slut fick de ihop 84 644$ från 1 537 personer runt om i världen.

### Fotnoter
1. ↑  Joel Andersson (26 maj 2014). ”Monochroma”. level7.nu. Arkiverad från originalet den 5 juni 2014. https://web.archive.org/web/20140605035012/http://level7.nu/pages/Monochroma1. Läst 7 juni 2014.
2. ↑  Mc Shea, Tom (26 mars 2014). ”Black and white.”. GameSpot. http://www.gamespot.com/articles/monochroma-s-unique-approach-to-the-crowded-puzzle-platformer-genre/1100-6418543/. Läst 7 juni 2014.
3. ↑  Clark, Richard (2 april 2013). ”The 10 Best Games at GDC 2013”. Paste Magazine. Arkiverad från originalet den 4 april 2013. https://web.archive.org/web/20130404232453/http://www.pastemagazine.com/blogs/lists/2013/04/the-10-best-games-at-gdc-2013.html. Läst 7 juni 2014.
4. ↑  Monochroma-projektet på Kickstarter.com Läst 8 juni 2014.